# Сванідзе Катерина Семенівна
Катерина (Като) Семенівна Сванідзе (груз. კატო (ეკატერინე) სვანიძე; 2 квітня 1885, Тіфліс — 5 грудня 1907, Тіфліс, Грузія) — перша дружина Йосипа Джугашвілі (Сталіна), мати його старшого сина Якова.

## Біографія
Дочка грузинського дворянина Семіона Сванідзе і Сепори (Саппоро) Двалі-Сванідзе. Проживала в Тбілісі, працювала прачкою і кравчинею. Її брат вчився разом з Йосипом Джугашвілі в Тифліській духовній семінарії.
Вінчання відбулося в 1906 у Тифліській храмі св. Давида. Її посадженим батьком був Миха Цхакая.
Померла від туберкульозу (за іншими джерелами — причиною смерті був черевний тиф), залишивши восьмимісячного сина, якого виростила мати Като. Похована в Тбілісі на Кукійському кладовищі.
Британський історик Саймон Монтефіоре, автор книги «Молодий Сталін», не сумнівається в достовірності і силі почуттів Сталіна до Като: посилаючись на свідчення її родичів, які практично всі загинули в 30-ті роки, він відзначає, що під час похорону дружини у Сталіна скаламутився розум.
В 1930-ті роки брат Катерини Олександр Сванідзе був репресований і помер в ув'язненні. Також була репресована його дружина Марія, співачка оперного театру в Тбілісі, і його сестра Маріко, які були розстріляні за рішенням Особливої наради при НКВС в 1942 році.